# Charlie Chan i Honolulu
Charlie Chan i Honolulu (engelska: Charlie Chan in Honolulu) är en amerikansk kriminalkomedifilm från 1939 i regi av H. Bruce Humberstone. I titelrollen som detektiven Charlie Chan ses Sidney Toler. Filmen var den första både för Toler i rollen som Chan och för Victor Sen Yung som hans son Jimmy.

## Rollista i urval
- Sidney Toler - Charlie Chan
- Sen Yung - Jimmy Chan
- Phyllis Brooks - Judy Hayes
- Eddie Collins - Al Hogan
- John 'Dusty' King - Randolph
- Claire Dodd - Mrs. Carol Wayne
- George Zucco - doktor Cardigan
- Robert Barrat - kapten Johnson
- Marc Lawrence - Johnny McCoy
- Richard Lane - Joe Arnold
- Layne Tom Jr. - Tommy Chan
- Philip Ahn - Wing Foo
- Paul Harvey - inspektör Rawlins